# Deborah Ochs
Deborah Ochs (n. 30 ianuarie 1966, Howell, Michigan, SUA) este o arcașă ce a reprezentat Statele Unite ale Americii, medaliată olimpică. A participat la o ediție a Jocurilor Olimpice (1988) în care a câștigat o medalie de bronz.

## Participări
Lista de mai jos prezintă principalele competiții la care a participat Deborah Ochs de-a lungul carierei.
- archery at the 1988 Summer Olympics – women's team[*]